# Mississippifloden
Mississippifloden (engelska: Mississippi River), ofta bara Mississippi, är den längsta floden i USA, med sina 3 766 kilometer från källan i Itascasjön till mynningen ut i Mexikanska golfen.  Den största bifloden är Missourifloden, som tillsammans med Mississippifloden bildar världens fjärde längsta flod.

## Geografi

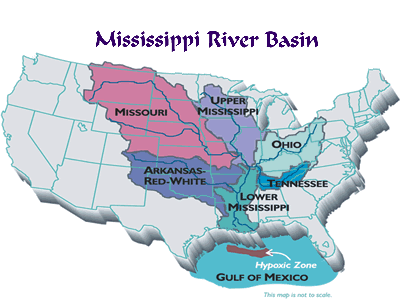
Mississippis vattenmagasin.

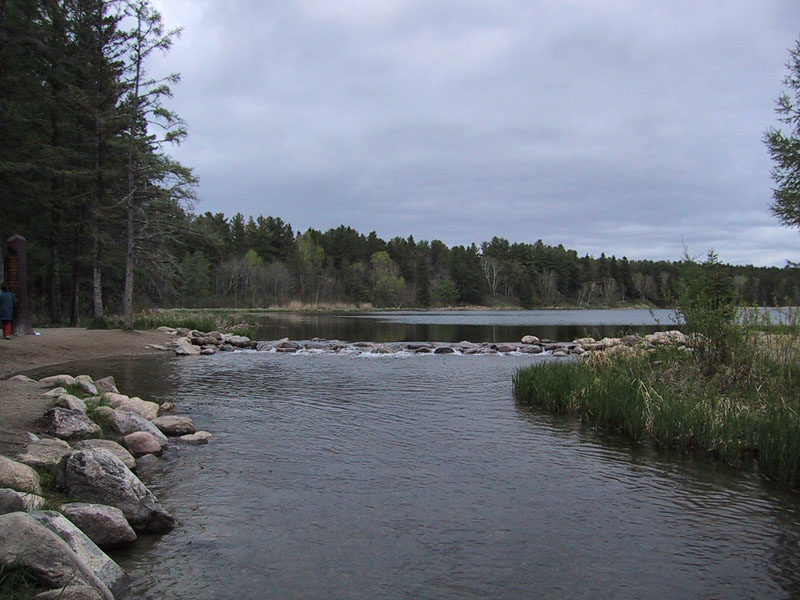
Mississippiflodens källa vid Itascasjön.

Mississippifloden börjar vid Itascasjön, 450 meter över havet, i Itasca State Park i norra Minnesota. Innan floden nått sin destination, Mexikanska golfen, har den fallit till havsnivån, varav hälften inom delstaten Minnesota. Vid Saint Louis, Missouri förenas floden med Illinoisfloden och Missourifloden, och i Cairo, Illinois förenas den med ytterligare en, Ohiofloden. Floden delas upp i övre Mississippi, från Itascasjön till Ohiofloden, och nedre Mississippi, från Ohiofloden till dess utlopp. Floden passerar eller går längs gränserna till tio av USA:s delstater; Minnesota, Wisconsin, Iowa, Illinois, Missouri, Kentucky, Arkansas, Tennessee, Mississippi och Louisiana, innan den kommer till Mexikanska golfen, cirka 160 kilometer nedströms från New Orleans. Som kuriosa kan nämnas att en regndroppe som faller i Itascasjön skulle nå Mexikanska golfen efter cirka 90 dagar.
I Mississippifloden finns det ett rovdjur som kan bli upp till 7 meter lång och kan väga över 600 kilogram: Mississippialligatorn (Alligator mississippiensis). I den övre delen av Mississippifloden finns 27 dammar, de flesta byggda under 1930-talet och konstruerade för att kunna hantera pråmtrafik. Dammarna gör floden bredare och djupare men stoppar den inte. Det finns egentligen ingen anledning att reglera vattenflödet och vid höga flöden öppnas alla dammluckor och vattnet tillåts helt enkelt flyta fritt. Söder om Saint Louis är floden inte reglerad över huvud taget. Platsen för Mississippiflodens utlopp har skiftat med tiden. Sedan en kanal byggdes under det tidiga 1800-talet har floden flutit samman med Atchafalayafloden 95 kilometer från New Orleans. Ett antal portar håller floden på sin nuvarande kurs.
Under årens lopp har ett antal jordbävningar ändrat flodens lopp längs den förkastningslinje som följer den förbi städerna Memphis och Saint Louis. Tre jordbävningar 1811 och 1812, som uppskattades till 8 på den 10-gradiga Richterskalan, ändrade tillfälligt Mississippiflodens riktning. Dessa jordbävningar skapade också Reelfootsjön i Tennesse.

### Vattenmagasin
Mississippifloden har det tredje största avrinningsområdet av alla floder; den dränerar större delen av området mellan Klippiga bergen och Appalacherna, dock ej området runt Stora sjöarna. Den dränerar 41 procent av de 48 sammanhängande staterna i USA och överträffas endast av Amazonfloden och Kongofloden.

## Historia
Ordet Mississippi kommer från ett algonkinspråkligt namn för floden – misi ('stor') och sipi ('vatten') – med betydelsen "Vattnens fader".  Den 8 maj 1541 blev Hernando de Soto först som europe med att nå fram till floden, som han kallade Rio de Espiritu Santo (floden av den helige ande). De franska upptäckarna Louis Joliet och Jacques Marquette började den 17 maj 1673 utforska Mississippifloden som de kände vid siouxindianernas namn på den, Ne Tongo, vilket även det betyder stor flod. 1682 lade fransmännen beslag på hela Mississippidalen och gav den namnet Louisiana för att hedra kung Ludvig XIV (på franska Louis). Som en följd av fransk-indianska kriget fick, enligt Parisavtalet, England rätt till all mark i dalen öster om Mississippifloden och Spanien till all mark väster om floden. I San Ildefonsoavtalet mellan Frankrike och Spanien år 1800 fick Frankrike tillbaka Louisiana. 1803 köpte USA territoriet av Frankrike för 15 miljoner dollar.
Den första flodbåt att färdas hela Mississippiflodens sträckning hette New Orleans, detta skedde i december 1811. Våren 1927 bröt floden sina vallar, vilket gjorde att 70 000 kvadratkilometer land hamnade under vatten. På vissa platser så mycket som 10 meter. 1993 skedde en allvarligaste översvämning då Mississippifloden svämmade över. I april och maj 2011 översvämmades floden återigen, och de västra delarna av Kentucky, Tennessee och Mississippi deklarerades som federala katastrofområden.
2002 simmade den slovenske marathonsimmaren Martin Strel hela flodens längd på 68 dagar.

### Att hålla floden framkomlig

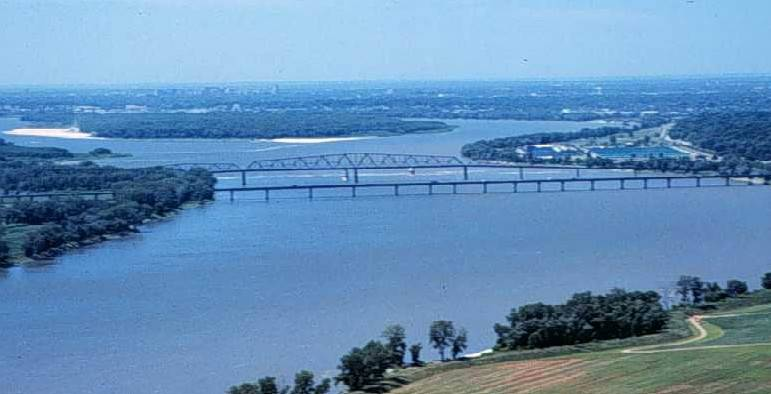
Mississippifloden precis norr om Saint Louis.

Den amerikanska armén har till uppgift att hålla floden öppen för sjötrafik och att se till att den håller sig till sin kurs, någonting de gjort sedan 1827. De rensar floden från klippor och andra hinder som kan orsaka problem. Det första stora projektet var att ta bort de två största hindren för sjötrafiken på floden, Des Moines Rapids och Rock Island Rapids, båda omöjliga att segla förbi. Militären rekommenderade att man skulle gräva en kanal vid Des Moines Rapids, men arbetet kunde inte börja förrän löjtnant Robert E. Lee 1837 givit sitt godkännande. Även vid Rock Island Rapids gjordes grävningar, men det visade sig snart vara mer komplicerat än man trott. I stället beslutade man sig för att gräva en kanal runt Des Moines Rapids, vilket gick bättre. Kanalen öppnade 1877. Fortfarande återstod dock Rock Island Rapids, som effektivt hindrade sjöfarten.
1878 gav kongressen sitt godkännande till att leda om floden vid Rock Island Rapids och konstruera en kanal vid sidan av den. Den nya kanalen var färdig och kunde invigas 1907. För att underlätta för sjötrafiken mellan Saint Paul, Minnesota och Prairie du Chien, Wisconsin konstruerades ett system av dammar så man kunde reglera vattnet efter behov. 1900 var en kanal mellan Illinoisfloden och Michigansjön färdig. Denna kanal gjorde det möjligt att ta sig mellan Stora sjöarna och Mississippifloden. 1913 hade man byggt färdigt en damm vid staden Keokuk, i Iowa, den första nedanför St. Anthonyfallen. Den byggdes av ett privat kraftbolag för att generera elektricitet. Vid tidpunkten var detta den största kraftstationen i världen. Denna damm medförde att Des Moines Rapids upphörde att existera. Enligt ett avtal 1930 skulle floden bli farbar för större pråmar. Detta uppnåddes genom att man konstruerade ett stort antal dammar. Under 1930-talet byggde man 27 nya, så nu fanns totalt 30 dammar längs floden.

## Större städer längs floden
- Minneapolis
- Saint Paul, Minnesota
- Davenport, Iowa med Quad Cities storstadsområde
- Saint Louis, Missouri
- Memphis, Tennessee
- Baton Rouge
- New Orleans

## Några viktiga broar
- The Julien Dubuque Bridge - En bro som binder samman Dubuque, Iowa och East Dubuque, Illinois.
- Eads Bridge - En bro som binder samman Saint Louis, Missouri och East Saint Louis, Illinois; den första större stålbron i världen.
- Santa Fe Bridge i Fort Madison, Iowa